# Palmarès del Middlesbrough Football Club
Il Middlesbrough Football Club, noto semplicemente come Middlesbrough e a volte abbreviato in Boro, è una società calcistica inglese fondata nel 1876 e con sede nella città di Middlesbrough; il Middlesbrough ha vinto una Football League Cup nel 2004 e ha raggiunto la finale di Coppa UEFA nel 2006, perdendola per 0-4 contro il Siviglia.

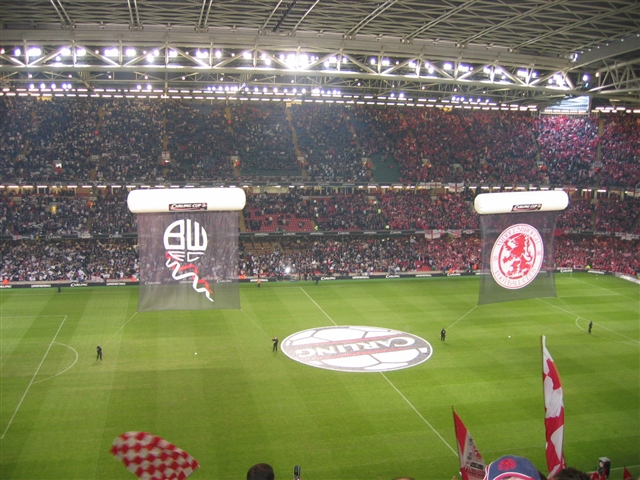
La finale di Coppa di Lega del 29 febbraio 2004 Middlesbrough-Bolton 2-1.

## Competizioni nazionali
- Coppa di Lega inglese: 1

2003-2004
- Campionato inglese di seconda divisione: 4

1926-1927, 1928-1929, 1973-1974, 1994-1995
- FA Amateur Cup: 2

1894-1895, 1897-1898

## Competizioni regionali
- Northern League: 3

1894, 1895, 1897
- North Riding Senior Cup: 55

1881-1882, 1882-1883, 1883-1884, 1884-1885, 1885-1886, 1887-1888, 1889-1890, 1893-1894, 1895-1896, 1896-1897, 1899-1900, 1902-1903, 1903-1904, 1904-1905, 1906-1907, 1911-1912, 1912-1913, 1913-1914, 1914-1915, 1919-1920, 1920-1921, 1921-1922, 1922-1923, 1927-1928, 1929-1930, 1930-1931, 1932-1933, 1933-1934, 1934-1935, 1935-1936, 1936-1937, 1937-1938, 1945-1946, 1946-1947, 1948-1949, 1951-1952, 1953-1954, 1954-1955, 1957-1958, 1962-1963, 1963-1964, 1965-1966, 1970-1971, 1974-1975, 1975-1976, 1996-1997, 2000-2001, 2001-2002, 2002-2003, 2006-2007, 2007-2008, 2008-2009, 2011-2012, 2014-2015, 2015-2016, 2017-2018

## Competizioni internazionali
- Coppa anglo-scozzese: 1

1975-1976
- Kirin Cup: 1

1980

## Competizioni giovanili
- FA Youth Cup: 1

2003-2004
- Milk Cup: 2

1994 (Under-14), 1997 (Under-14)

## Altri piazzamenti
- Campionato inglese:

Terzo posto: 1913-1914
- Campionato inglese di seconda divisione:

Secondo posto: 1901-1902, 1991-1992, 1997-1998, 2015-2016
Terzo posto: 1987-1988
Finalista play-off: 2014-2015
- Third Division:

Secondo posto: 1966-1967, 1986-1987
- Coppa d'Inghilterra:

Finalista: 1996-1997
Semifinalista: 1903-1904, 2001-2002, 2005-2006
- Coppa di Lega inglese:

Finalista: 1996-1997, 1997-1998
Semifinalista: 1975-1976, 1991-1992, 2023-2024
- Full Members Cup:

Finalista: 1989-1990
Semifinalista: 1985-1986
- Coppa UEFA:

Finalista: 2005-2006